# Zylinder (Technik)
Zylinder ist ein in der Technik, insbesondere im Maschinenbau verwendeter Begriff für verschiedene Maschinenelemente oder Baugruppen. Gemeinsames Merkmal ist die Bauform zumindest annähernd in Gestalt eines (Kreis-)Zylinders, oft als Hohlzylinder ausgeführt.

## Verwendung des Begriffs

Zylinderlaufbuchse eines Gegenkolbenmotors

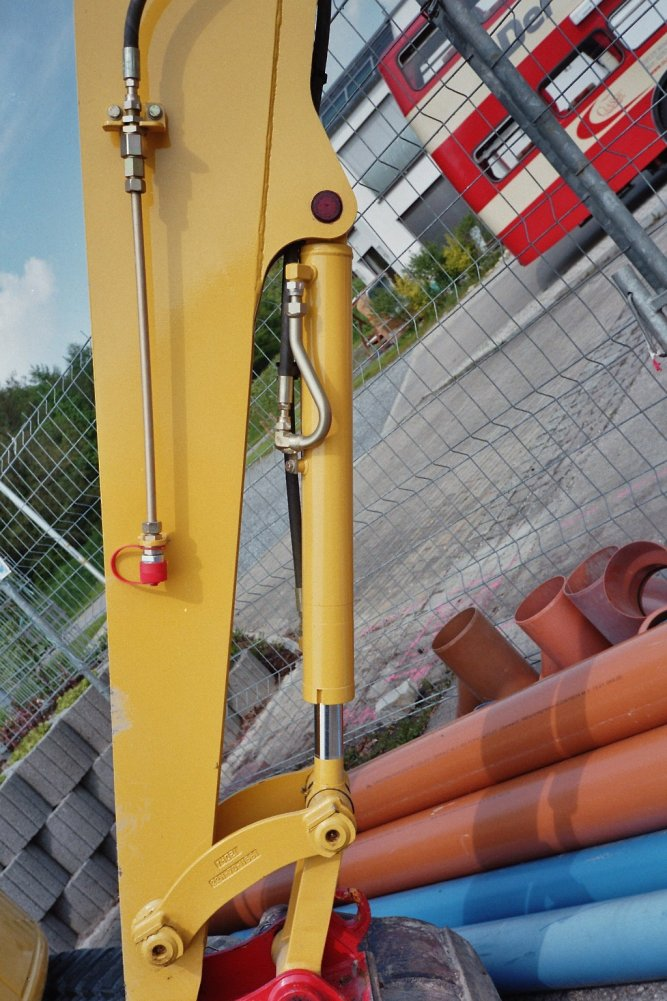
Ein Hydraulikzylinder an einer Baumaschine

### Allgemein
- ein rotierendes Teil von Maschinen, mit dem Druck auf ein Werkstück ausgeübt wird, oder das dem Werkstück durch Richtungsänderung Eigenschaften verleiht (z. B. im Kalander oder der Rotationszylinder einer Druckmaschine), auch als Walze bezeichnet.
- das Arbeitsglied einer technischen Schaltung, dessen Steuerung über ein Stellglied (oft ein Ventil) erfolgt.

### Bei Motoren oder Pumpen
- die röhrenförmige Kammer, in der sich ein Kolben bewegt, wie er in Kolbenmaschinen (Kolbenpumpen, Dampfmaschinen und Kolben-Verbrennungsmotoren) eingesetzt wird.

Kolbenmaschinen können über einen oder mehrere Zylinder verfügen; bei Doppelkolbenmotoren werden Zylinder mit gemeinsamem Verbrennungsraum wie einer gezählt.
Der Hub (die lineare Bewegung) des Kolbens im Zylinder der Kolbenmaschine kann mittels eines Pleuels in eine rotierende Bewegung, beispielsweise eines Rades oder einer Kurbelwelle, umgewandelt werden. Auch die Umkehrung, d. h. die Umwandlung einer Rotation in eine Translation, ist grundsätzlich möglich. Bei Verbrennungsmotoren mündet der Zylinder auf der einen Seite in das Kurbelwellengehäuse, auf der anderen Seite ist er geschlossen bzw. durch Ventile verschließbar.
Bei Kolbendampfmaschinen wirkt der Dampf meist wechselseitig auf beide Seiten des Kolbens, dazu ist der Zylinder an beiden Seiten geschlossen. Die Steuerung der Dampfzufuhr erfolgt meist über Schieber, mitunter aber über Ventile.
Bei Gegenläufermotoren ist die Zylinderlaufbuchse an beiden Seiten offen. Die Steuerung des Arbeitsmediums (Gas bzw. Luft, Benzin-Luft-Gemisch, Luft für direkte Einspritzung) erfolgt über die Ein- und Auslassschlitze.

### In der Lineartechnik
- elektromechanische Zylinder, die auch als elektromechanische Hubzylinder oder elektromechanische Aktuatoren bezeichnet werden. Das Grundprinzip elektromechanischer Hubzylinder findet sich auch bei Teleskophubsäulen (auch: Hubsäule oder Teleskopantrieb) wieder.

Auch Gasdruckfedern verfügen über einen Zylinder, der mit Gas gefüllt ist, das durch seinen Überdruck das Ausfahren (den Vorhub) des Gaszylinderkolbens bewirkt.

### In der Fluidtechnik
- eine Antriebseinheit für lineare – seltener auch rotierende – Bewegungen. Die Bewegung des Kolbens wird über die Kolbenstange oder magnetischen Kraftschluss auf die zu bewegenden Teile übertragen. Die Herausführung der Kolbenstange aus dem Druckraum muss abgedichtet sein.

Zu unterscheiden sind
- einfachwirkende Zylinder  (Arbeit wird nur in einer Richtung verrichtet)
- doppeltwirkende Zylinder (Arbeit wird in beiden Richtungen verrichtet).

Zylinder in der Hydraulik oder Pneumatik sind die beiden Fluidelemente
- Pneumatikzylinder und
- Hydraulikzylinder.

Schaltsymbole für Zylinder zur Verwendung in pneumatischen oder hydraulischen Schaltplänen findet man in der Liste der Schaltzeichen (Fluidtechnik).

### In der Drucktechnik
- einen Druckzylinder
- Zylinderdrucktechniken sind: Zylinder gegen Zylinder, Zylinder gegen Fläche
- Siehe auch: Schwingzylinder, Zylinderpresse und Schwingzylinderpresse